# Theobroma
Theobroma és un gènere de plantes amb flors dins la família malvàcia, que de vegades està classificat dins una altra família, la Sterculiaceae. Cont´unes 20 espècies d'arbres petits de sotabosc natius d'Amèrica central i Amèrica del Sud en els boscos tropicals. El nom del gènere deriva del grec θεος (theos), significant "déu," i βρομος (bromos), significant "civada." Es tradueix com "aliment dels déus."

## Algunes espècies

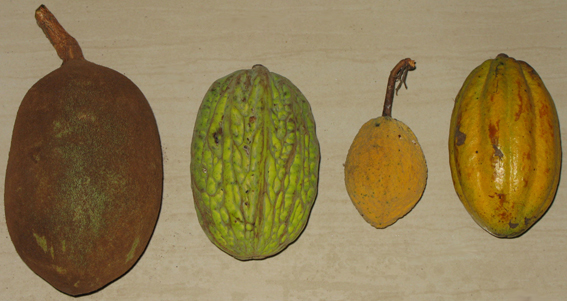
D'esquerra a dreta: T. grandiflorum, T. bicolor, T. speciosum, T.cacao foto: Roy Bateman

- Theobroma angustifolium DC.
- Theobroma bicolor Humb. & Bonpl. – Mocambo
- Theobroma cacao L. – Cacau
- Theobroma canumanense Pires & Froes ex Cuatrec.
- Theobroma grandiflorum (Willd. ex Spreng.) K.Schum. – Cupuaçu
- Theobroma mammosum Cuatrec. & Léon
- Theobroma microcarpum Mart.
- Theobroma obovatum Klotzsch ex Bernoulli
- Theobroma simiarum Donn.Sm.
- Theobroma speciosum Willd. ex Spreng. – Cacaui
- Theobroma stipulatum Cuatrec.
- Theobroma subincanum Mart.
- Theobroma sylvestre Mart.[2]

### Abans es consideraven dins del gènereTheobroma
- Abroma augustum (L.) L.f. (com T. augustum L.)
- Guazuma ulmifolia Lam. (com T. guazuma L.)
- Herrania albiflora Goudot (com T. albiflorum (Goudot) De Wild.)
- Herrania mariae (Mart.) Decne. ex Goudot (com T. mariae (Mart.) K. Schum.)
- Herrania purpurea (Pittier) R. E. Schult. (com T. purpureum Pittier)[2]

## Usos
Diverses espècies de Theobroma produeixen llavors comestibles, especialment Cacau, Cupuaçu, i Mocambo. El cacau proporciona els sòlids de cacau i la xocolata.